# Afrikaanse Taal- en Kultuurvereniging
De Afrikaanse Taal- en Kultuurvereniging (ATKV) is een Afrikaanstalige culturele organisatie in Namibië en Zuid-Afrika. De ATKV focust zich op de uitbouw van het Afrikaans als cultuur- en gebruikstaal. De ATKV heeft ongeveer 70.000 leden, die gezamenlijk 311 lokale afdelingen vormen. De ATKV focust zich bij uitstek op de integratie van verschillende Afrikaanssprekende groepen.

## Projecten
De ATKV heeft bijna 100 jaarlijkse projecten op het gebied van taal, cultuur, gemeenschapsontwikkeling en onderwijs. De bekendste projecten zijn onder meer de Universiteiteserenade, waarbij verschillende studentenhuizen van verschillende historisch Afrikaans/Nederlandstalige universiteiten het in een zangcompetitie tegen elkaar opnemen, en Afrikaans-in-Soweto, waarbij inwoners van Soweto kennis maken met het Afrikaans en de taal kunnen leren. De ATKV bereikt jaarlijks ongeveer 500.000 mensen met zijn projecten.
De AKTV treedt ook op als (hoofd)sponsor op voor verschillende culturele festivals, waaronder het Klein Karoo Nasionale Kunstefees (in Oudtshoorn), Suidoosterfees (Kaapstad), US Woordfees (Stellenbosch), Vrystaat Kunstefees (Bloemfontein), Innibos (Nelspruit), Aardklop (Potchefstroom) en het Afrikaanse Kultuurfees Amsterdam (in Nederland).
De ATKV reikt daarnaast ook de ATKV-mediaveertjies uit. Deze prijzen worden in verschillende categorieën uitgereikt aan journalisten, producers en programmamakers in het Afrikaanstalige mediabedrijf, waaronder kranten, televisie, radio en internet.

## Publicaties
De ATKV heeft een ledentijdschrift genaamd Taalgenoot. Daarnaast bezit de ATKV een eigen uitgeverij, LAPA Uitgewers. LAPA Uitgewers is de grootste uitgeverij van Afrikaanstalige kinderboeken en publiceert daarnaast ook fictie, non-fictie, kookboeken en onderwijsboeken.

## Vakantieoorden
De ATKV heeft verschillende vakantieoorden in bezit die mensen een Afrikaanstalige vakantie-omgeving kunnen bieden. Daarnaast dienen de vakantieoorden als beleggingsobject voor de ATKV, zodat de ATKV andere culturele projecten kan organiseren. De ATKV heeft de volgende vakantieoorden in bezit:
- Buffelspoort
- Drakensville
- Eiland Spa
- Goudini Spa
- Hartenbos
- Klein Kariba
- Natalia